# Bösarps socken
Bösarps socken i Skåne ingick i Skytts härad, uppgick 1967 i Trelleborgs stad och området ingår sedan 1971 i Trelleborgs kommun och motsvarar från 2016 Bösarps distrikt.
Socknens areal är 14,36 kvadratkilometer varav 14,28 land. År 2000 fanns här 288 invånare.  Orten Västra Virestad samt kyrkbyn Bösarp med sockenkyrkan Bösarps kyrka ligger i socknen. 

## Administrativ historik
Socknen har medeltida ursprung. Tidigt införlivades Virestads socken.
Vid kommunreformen 1862 övergick socknens ansvar för de kyrkliga frågorna till Bösarps församling och för de borgerliga frågorna bildades Bösarps landskommun. Landskommunen uppgick 1952 i Gislövs landskommun som uppgick 1967 i Trelleborgs stad som ombildades 1971 till Trelleborgs kommun. Församlingen uppgick 2002 i Dalköpinge församling.
1 januari 2016 inrättades distriktet Bösarp, med samma omfattning som församlingen hade 1999/2000. 
Socknen har tillhört län, fögderier, tingslag och domsagor enligt vad som beskrivs i artikeln Skytts härad. De indelta soldaterna tillhörde Södra skånska infanteriregementet, Skytts kompani och Skånska dragonregementet, Vemmenhögs och Haglösa skvadron, Haglösa kompani.

## Geografi
Bösarps socken ligger nordost om Trelleborg. Socknen är en odlad slättbygd på Söderslätt.

## Fornlämningar
Från stenåldern finns minst 35 boplatser, lösfynd samt gravar under flat mark. Från bronsåldern finns två gravhögar. 

## Namnet
Namnet skrevs omkring 1300 Bösathorp och kommer från kyrkbyn. Efterleden innehåller torp, 'nybygge'. Förleden innehåller mansnamnet Bösi..